# Jim Harrison

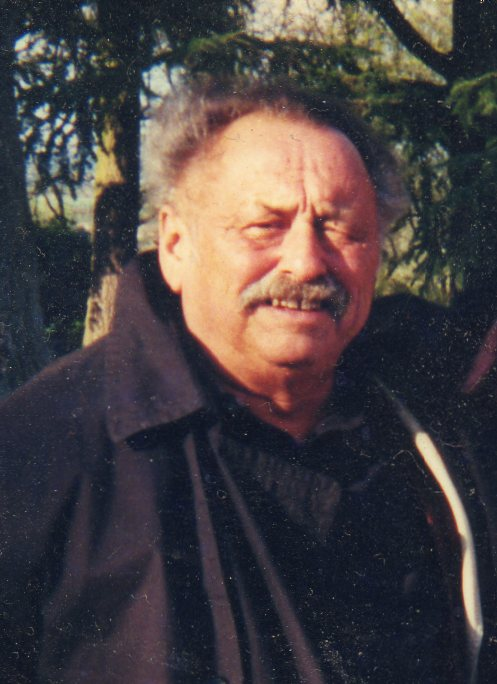
Jim Harrison 1981

James Thomas „Jim“ Harrison (* 11. Dezember 1937 in Grayling, Michigan; † 26. März 2016 in Patagonia, Arizona) war ein US-amerikanischer Schriftsteller.

## Leben
Jim Harrison wuchs auf einer Farm in Reed City, Michigan auf. Sein Vater, der als Angestellter der Landwirtschaftsbehörde in Michigan arbeitete, und seine Schwester starben 1958 bei einem Autounfall. Er besuchte die High School in Haslett, Michigan. Als Jugendlicher jobbte er in Colorado und hielt sich beim Zurücktrampen erstmals in der Landschaft der Sandhills auf. Harrison heiratete 1959 Linda King; sie bekamen zwei Töchter. Er lebte abwechselnd in Patagonia, Arizona und in Livingston, Montana.
Harrison studierte an der Michigan State University Literaturwissenschaften und schloss 1964 das Studium mit einem Master ab. Er arbeitete kurze Zeit als Assistent an der State University of New York und schlug sich ab 1966, anfangs in sehr bescheidenen Verhältnissen, als freier Schriftsteller durch. Er schrieb Lyrik und veröffentlichte 1971 mit Wolf: A False Memoir seinen ersten Roman. In seiner Anfangszeit erhielt er Stipendien der American Academy of Arts and Letters und 1969 eine Guggenheim Fellowship. Er wurde mit dem Spirit of the West Award der Mountain & Plains Booksellers Association ausgezeichnet und 2007 in die American Academy of Arts and Letters aufgenommen.
Harrison veröffentlichte Kurzgeschichten und Essays in den führenden amerikanischen Zeitschriften und publizierte eine Vielzahl an Romanen, Kurzgeschichtensammlungen und Gedichtbänden. Zwei Romane wurden verfilmt: Revenge (1990) und Legends of the Fall (1994). Für die Verfilmung von Wolf schrieb er mit Wesley Strick 1994 das Drehbuch, sie erhielten dafür den Saturn Award. 2015 wurde Harrison in die American Academy of Arts and Sciences gewählt.

## Werke (Auswahl)
- Wolf. New York : Simon and Schuster, 1971
- A Good Day to Die. New York, Simon and Schuster, 1973
- Farmer. New York, Viking Press, 1976
- Legends of the Fall. Drei Novellen. New York, Delacorte Press, 1979
- Warlock. New York, Delacorte Press, 1981
- Sundog: The story of an American foreman, Robert Corvus Strang, as told to Jim Harrison. New York, Dutton, 1984
- Dalva. New York, Dutton, 1988
- The Woman Lit by Fireflies. Erzählungen. Boston, Houghton Mifflin, 1990
- Julip. Erzählungen. Boston, Houghton Mifflin/Seymour Lawrence, 1994
- The Road Home. New York, Atlantic Monthly Press, 1998
  - Licht über dem Land : Roman. Aus dem Amerikan. von Edda Petri. Bergisch Gladbach : Ed. Lübbe 1999
- The Beast God Forgot to Invent: Novellas. New York, AtlanticMonthly Press, 2000
- True north, New York, AtlanticMonthly Press, 2004
  - Schuld : Roman. Aus dem Engl. von Christel Dormagen. Zürich : Arche 2009[3]
- The Summer He Didn't Die. Erzählungen. 2005
- Returning To Earth. 2007
- The English Major. 2008
- The Farmer's Daughter. Erzählungen.2009
- The Great Leader. 2011
- The River Swimmer. Erzählungen. 2013
- Brown Dog. 2013
- 11 Gedichtbände zwischen 1965 und 1998 (Stand 2000)